# VP9
VP9, conosciuto in precedenza come Next Gen Open Video (NGOV) o VP-Next  è uno standard di compressione video aperto e libero da royalty in sviluppo da Google. Ideato come il successore di VP8, è in competizione con il codec HEVC (o anche H.265) del consorzio MPEG (parzialmente con royalty).

## Caratteristiche tecniche
Uno degli obiettivi era di ridurre il tasso di bit del 50% rispetto a VP8 a parità di qualità video per il formato 4K.
Il codec VP9 è un miglioramento del codec VP8, del quale mantiene la qualità ma utilizza un metodo di compressione più efficiente (la banda necessaria è circa uguale per il formato 720p, ma fino al 50% inferiore per il formato 1080p+) onde ridurre la dimensione del video, oltre ad altri accorgimenti per diventare il rivale del HEVC.
Ad esempio, se l'HEVC supporta risoluzioni video fino all'8K, il VP9 arriva anche al WHUXGA e al 12K (6480p).
Lo standard VP9 supporta i seguenti spazi dei colori: Rec. 601, Rec. 709, SMPTE-170 (NTSC), SMPTE-240 (Adobe RGB), sRGB e Rec. 2020.

## Lo sviluppo
Lo sviluppo del codec è partito nel terzo trimestre del 2011. Il 13 dicembre 2012, il decoder VP9 fu aggiunto al web browser Chromium. Il 21 febbraio 2013 anche il browser Chrome, alla versione 25, supporta VP9, mentre Firefox lo supporta dal 18 marzo 2014, a partire dalla versione 28.
Il rilascio ufficiale di questo nuovo standard fu nel 17 giugno 2014. Nel frattempo il portale YouTube iniziò la conversione di tutti i video a 4K, per renderli fruibili anche con questa tecnologia alla data di lancio prevista, a partire da quelli più popolari.
Il codec fu proposto per la sua inclusione nel formato contenitore WebM: Pertanto, nel tentativo di creare un formato video aperto alla pari con le principali scelte commerciali, a metà del 2013 Google lanciò e distribuì il codec video VP9.

## Sviluppi
Il successore del VP9, detto VP10, è incorporato nel codec AOMedia Video 1 (AV1). AV1 venne rilasciato nel marzo da fine 2018 e fornisce un'efficienza maggiore di 25% rispetto a HEVC in termini di banda richiesta. Il formato AV1 inoltre consente lo streaming video con una risoluzione di 1080p richiedendo soli 2 Mb/s.

## Supporto
- YouTube supporta lo standard VP9 per i contenuti in risoluzione 4K.[8]
- Alcune smart TV supportano lo standard VP9, perlopiù con risoluzione 4K.

Lo standard VP9 non è supportato dai Blu-ray Disc.

## Benchmark
Nel complesso VP9 è considerato abbastanza competitivo con l'implementazione di riferimento HEVC superando di gran lunga le prestazioni di X.264, implementazione di H.264/AVC. Nel paragrafo V. CODING RESULTS ci sono i risultati del confronto.
Un confronto in cui vennero prese diverse velocità in considerazioni mostrò che x265 riesce a battere di poco libvpx alla massima qualità (codifica più lenta) mentre libvpx fu superiore a qualsiasi altra velocità di codifica utilizzando la metrica SSIM.
In una comparazione di qualità soggettivo condotta nel 2014 con gli encoder di riferimento per HEVC (HM 15.0), MPEG-4 AVC/H.264 (JM 18.6) e VP9 (libvpx 1.2.0 con supporto VP9 preliminare), VP9, come H. 264, richiedeva circa il doppio del bitrate per raggiungere una qualità video paragonabile a HEVC, mentre con le immagini sintetiche VP9, era vicino ad HEVC, lato efficienza.
Netflix, dopo un ampio test nell'agosto 2016, ha concluso che libvpx era il 20% meno efficiente di x265, ma entro ottobre dello stesso anno ha anche scoperto che la modifica dei parametri di codifica potrebbe "ridurre o addirittura invertire il divario tra VP9 e HEVC". Al NAB 2017, Netflix ha condiviso di essere passato all'encoder EVE, che secondo i loro studi, offriva un migliore controllo della frequenza a due passaggi ed era l'8% più efficiente di libvpx.